# Овеч
Овеч е средновековна крепост, намираща се източно от днешния град Провадия. Разположена е върху плато над града, носещо името „Калето“.
Крепостта е изградена от римляните и функционира от IV в. до началото на VII в., след това близо век не е активна. Обитаването ѝ повторно започва от XI в. и завършва в края на XVII в. Въпреки това преди основаването на крепостта е доказано и тракийско присъствие. Най-голям разцвет обаче претърпява по време на Второто българско царство. Византийците наричат твърдината Проват или Проватон, българите – Овеч, а турците – Таш Хисар (каменна крепост). В историческите хроники от XII в. на арабския пътешественик ал-Идриси крепостта се споменава и с името Бурфанто.

## Описание
| „ | Тя играела голяма роля по време на Втората българска държава, когато била една от най-мощните крепости в Източна България. Крепостта е разположена на тераса, която се издига на 130 м над околния терен, като от тях 30 м са отвесни скали. Достъпна е само по един скален зъб, дълъг 50 м и широк само 2 крачки. На скалния зъб има изкоп, дълбок 4–5 м и широк 8–10 м. Над него бил спускан подвижен мост. Крепостната стена следвала конфигурацията на местността. Сега са запазени само входната порта и каменната стена край нея. В центъра на терасата се издига втора тераса, висока 7–8 м. Предполага се, че там се е намирала цитаделата на крепостта. | “ |
| Ангелов, Д., Чолпанов, Б. Българска военна история през Средновековието (X–XV век). София, 1994., с. 274 | |   |

Крепостта се намира на плато с форма на кораб от север на юг. От всички страни то е обкръжено със скални венци с височина от 11 до 25 метра. Тесен провлак го свързва с платото „Табиите“, разположено непосредствено до него на север. Високи крепостни стени са се издигали в северната част на „Калето“, където е разположена и Главната порта на твърдината. Тя се свързва с провлака към „Табиите“ посредством мостово съоръжение с дължина около 160 метра. Над изкуствено прокопан провлак пред портата с дължина 8 метра и дълбочина 5 метра е бил изграден подвижен мост. Непосредствено от Главната порта изсечен в скалата път, засводен на повече от десет метра води навътре към крепостта. Легенди разказват за това, че в карстовите пещери под самата крепост са се съхранявали огромни запаси от жито и храна, с които се изхранвали жителите на града по време на обсада.
Една от основните причини Овеч да получи сериозно развитие по време на владението от българите е сравнителната му близост до Варна. Българите не притежават солиден военен морски флот, който да даде отпор на византийския. Поради това Варна се оказва лесна за превземане от византийския флот. Овеч обаче е изграден като пост, предпазващ средновековните български столици от византийско настъпление.
Днес от крепостта са останали напълно обновеното мостово съоръжение между крепостта и платото Табиите, множество кладенци за събиране на вода (един от които с дълбочина 80 м.), щерни за зърно, руините на трикорабна едноапсидна църква център на Овечка епархия, две еднокорабни едноапсидни църкви от XII-XIV в., стражевите кули, каменната северна порта, затворите на благородниците и на провинилите се граждани и военнопленници, мраморните колони на Омуртаг. Открити са и пещери обитавани от Античността.

## Византийски период
Смята се, че Проват е основан като крепост преден пост на Византия срещу нахлуващите от север войнствени племена. Крепостта получава името Проватон, което на гръцки означава „Овча крепост“. Българите на Аспарух възприели направения вече от славяните буквален превод на името и във всички български документи тя се среща като Овеч. В началото тя е била с основна отбранителна функция, но много бързо се превръща в голям административен и военен център с постоянно население. Крепостта е споменавана като областен административен център, а след приемането на християнството от българите и като епископска резиденция. В града, естествено, е разположен и солиден военен гарнизон.

## Първо българско царство
Макар че няма сигурни сведения, вероятно Овеч е съществувал и по време на Първата българска държава. Намерени са два надписа на хан Омуртаг за времето на неговите походи срещу франките и маджарите, където загиват споменатите в надписа военачалници.

## Османска власт
През 1388 г. Овеч пада под османска власт. Това става под напора на 30-хилядна турска армия под командата на велик везир Чандарлъ Али паша и Яхши Бей, синът на румелийски бейлербей Кара Тимурташ Паша. Това става с измама през нощта, когато армията нахлува, след като преди това е сключено примирие. Според османския хронист Нешри „неверниците“ се окопитили и оказали яростна съпротива, но били „насечени на парчета“. Османците също понесли страшни загуби.
През 1409 г. Овеч става център на въстание начело с Фружин, син на Иван Шишман. През 1413 г. Муса, син на Баязид I превзема отново крепостта и жестоко се разправя с въстаналото население. Войските на полско-унгарския крал Владислав III Ягело – Варненчик, нападат крепостта през 1444 г. и я унищожават до основи. След разгрома му при Варна турците отново се настаняват в крепостта, но запазват малък военен гарнизон. Твърдината започва да губи своето предназначение. Турците поддържали крепостта до края на XVII в. Българските земи се превърнали в дълбок тил на империята и твърдината бива изоставена. Българското ѝ население създало днешния град Провадия.

## Митове и легенди
Разпространена сред местното население е легендата за отбраната на крепостта. Според нея черкезите с месеци обсаждали Овеч. Местното население обаче си изградило желязна система за защита и си съобщавало с огньове, ако в далечината се мерне враг. Веднага след като се появял сигналът за бедствие, всички влизали в крепостта и вдигали подвижния мост, който свързвал платото с околността. В дълбоките карстови пещери имало огромни запаси с жито, а прочутият кладенец снабдявал обсадените с прясна вода. Според преданията той можел да се ползва и като авариен изход. Местните хора разказват, че преди време в отвора на кладенеца пуснали оцветена юрдечка. Птицата изплувала след два дни в Петров дол, което е на 12 км от крепостта.
Едно от преданията за стария град Овеч гласи: Някога градът бил дъно на море, което се простирало чак до Тимишоара и Будапеща. Калето стърчало над водата като остров. Идещите гемии бивали а железата. Но по-късно Александър III Македонски прокопал Босфора и тогава водата се дръпнала. По дъното останали черупки от морски животни, които и до днес биват откривани.” Когато ходих в Будапеща – добавил стареца – там също намерих такива остатъци…”
Евлия Челеби разказва, че в гората зад „Калето“ имало извор, чиято вода местното население считало за чудотворна. Късовете от габър хвърлени в извора, след три дни се превръщали в зеле камък. От този материал местните майстори на ръчни стругове правели филджани, паници, шишета за гюлова вода, ножове и пр.
В горния край на Провадия имало погребани седем турски първенци. Хора, които посетили техните гробове, заболи сухи пръчки и от тях израснали дървета, които се вкаменили. Болни остъргвали от тези каменни дървета прах и той бил чудотворен лекувал различни болести, дори слепота.
Легенда за завладяването на Овеч (1)
Студ бил сковал земята през 1388 г. В гордата и непристъпна Овечка крепост бумтял любогреен огън. Неговият опияняващ дим излизал на малки струйки от комините и прибулвал като с воал крепостта. А там, долу – в подножието, бил спрял отряд от 5000 добре въоръжени турски конници начело с прославения пълководец Яхши Бей. Премръзналите коне неспокойно риели снега с копитата си, а ездачите току потривали ръцете си една от друга, за да ги стоплят.
В добри отношения бил търновския цар Иван Шишман с турците, но никой не знаел на къде са тръгнали те сега. Уплашен от тази неизвестност, началника на крепостта не искал да ги пусне горе, но вятъра се засилил. Той вземал шепи сняг и го запращал в очите на конете и ездачите. Снегът ставал все по-силен и заплашвал да покрие всичко наоколо с непристъпни преспи. Тогава християнското сърце на градоначалника на Овечката крепост се смилило и той пуснал мръзнещите турци в крепостта. Но вероломни в замислите си били гостите. Тяхното посещение не било случайно. Късно през нощта те нападнали спящите и нищо не подозиращи защитници на крепостта и ги изклали. Една по една завладели всички кули. Доволен от своя успех Яхши Бей изпратил вест на пашата чрез един пратеник на име Мурад. На следващия ден още в ранни зори Чандарлъ Али паша (велик везир) вдигнал целия си стан от 25000 войска разположена край крепостта Овчага потеглил към Провадия и влязъл в крепостта. Така безславно паднала тази недостъпна и почти непревземаема крепост.
Легенда за завладяването на Овеч (2)
След като минали Балкана, турците завладяли Провадия. Много от жителите се укрепили в крепостта, която стояла величествена в своята непристъпност. Смело отбивали българите всеки пристъп на нашествениците. Много дни наред се държала крепостта, но дошло най-страшното. Хранителните припаси се свършили. Постепенно силите започнали да отслабват. Децата взели да измират от глад. Майките скубели косите си от мъка. Изтощени защитници решили да изпратят тайно няколко души свои съграждани в града за храна. Но между стотици черни винаги се намира по една черна душа, която треперейки за собствената си кожа, става предател. Такъв страхливец имало между пратениците. Когато слезли в града, той се предал на турците и им обяснил тежкото положение на обсадените. Възползвайки се от тази измяна, турците скрили в кошовете за хляб, натоварени на мулета, свои добре въоръжени войници и така, с помощта на предателя, проникнали в крепостта. Тук те внезапно нападнали обсадените и ги изтребили до един.